# Rhodopen
Die Rhodopen (bulgarisch Родопи Rodopi, griechisch Ροδόπη Rhodopi; aus dem Thrakischen für „Gebiet des rotbraunen Flusses“) sind ein bewaldetes Rumpfgebirge, das zu 83 % im Süden Bulgariens und zu 17 % im Norden Griechenlands liegt. Der höchste Gipfel ist mit 2191 m der Goljam Perelik, weitere Gipfel sind Goljama Sjutkja (2186 m), Goljam Persenk (2091 m), Batashki Snezhnik (2082 m), Malka Sjutkja (2079 m) und Prespa (2000 m). Die Rhodopen sind Teil des Alpidischen Gebirgssystems.
In den östlichen Rhodopen sind Buchen- und Eichenwälder vorherrschend, in den höheren westlichen Rhodopen dagegen Nadelwälder (hier befinden sich auch die höchsten Gipfel). Im Nordwesten schließt sich das deutlich höhere Rila-Gebirge, im Südwesten das ebenfalls höhere Pirin-Gebirge an. Im Osten liegt das Strandschagebirge. Größere Städte sind Welingrad, Smoljan, Peschtera, Kardschali und Batak. Es gibt Rohstoffvorkommen an Blei, Kupfer und Zink und Mineralquellen in Welingrad und Naretschen.
Karstlandschaften prägen die Gegend mit zahlreichen Höhlen, tief eingeschnittenen Schluchten und auffälligen Felsformationen, wie z. B. die Trigrader Schlucht, die Höhlen Teufelsschlund (bulgarisch Дяволското гърло Djawolskoto garlo), Uhloviza, Jagodinska und die Felsformationen Wunderbare Brücken.
Die westlichen Rhodopen sind die Heimat der Pomaken, in den östlichen Rhodopen leben Angehörige der türkischen Minderheit.
Das Gebirge ist seit 2004 Namensgeber für den Rodopi Peak, einen Berg auf der Livingston-Insel in der Antarktis.